# Grewia microcyclea
Grewia microcyclea là một loài thực vật có hoa trong họ Cẩm quỳ. Loài này được (Burret) Capuron & Mabb. mô tả khoa học đầu tiên năm 1999.